# 特報ズバッ!
『特報ズバッ!』（とくほうズバッ!）は、岡山放送で2003年4月 - 2008年3月の間放送されていた報道特集番組。ちなみにRSK、TBS系列で放送されていた「朝ズバッ!」や「サタデーずばッと」との関連は一切ない。
ここでは、前身番組である、「ムーブ2001」→「ムーブ21」についても記述する。

## 概要
- 毎回テーマの下に取材構成が行なわれ、VTRとスタジオでテーマに関係するゲストとのトークを交えて放送される。
- この番組は聴覚障害者のためにVTR中のナレーションなどにテロップ付けされており、スタジオ進行時は右下のワイプから手話通訳が行なわれている。
- 旧タイトルは「ムーブ2001」（2000年12月まで）→「ムーブ21」（2001年1月～2003年3月）。現タイトルは2003年4月から。
- 2008年春の番組改編に伴い放送終了。

## 終了時の出演者
スタジオ進行
- 久保さち子（OHKアナウンサー）

ナレーション
- 堀靖英（OHKアナウンサー）ほか

## 過去の出演者
- 井ノ上美恵子（当時OHKアナウンサー、スタジオ進行担当。現在は秘書課所属）

## 放送時間
- 土曜日 18:30 - 19:00
  - 「ムーブ2001」時代の2000年3月までは17時台の放送であったが、同年4月より現在の時間に移動した。
  - 水曜25:40から再放送されていた。